# Boekzeteler Meer (Naturschutzgebiet)
Das Boekzeteler Meer ist ein ehemaliges Naturschutzgebiet in der niedersächsischen Gemeinde Moormerland im Landkreis Leer und Großefehn im Landkreis Aurich.
Das ehemalige Naturschutzgebiet mit dem Kennzeichen NSG WE 231 ist 102 Hektar groß. Davon entfallen 94,5 Hektar auf den Landkreis Leer und 7,5 Hektar auf den Landkreis Aurich. Das ehemalige Naturschutzgebiet ist vollständig Bestandteil des FFH-Gebietes „Fehntjer Tief und Umgebung“ und größtenteils Bestandteil des EU-Vogelschutzgebietes „Fehntjer Tief“. Nach Norden und Süden grenzte es größtenteils an das Landschaftsschutzgebiet „Boekzeteler Meer und Umgebung“. Das Gebiet stand seit dem 1. Mai 1998 unter Naturschutz. Zum 16. September 2021 ging es im neu ausgewiesenen Naturschutzgebiet „Fehntjer Tief und Umgebung Süd“ auf. Zuständige untere Naturschutzbehörden waren die Landkreise Leer und Aurich.
Das südlich von Timmel liegende ehemalige Naturschutzgebiet ist geprägt vom Boekzeteler Meer, einem Niedermoorsee, an den sich Verlandungszonen und Niedermoor sowie Feuchtwiesen anschließen. Im Norden grenzt es an das Timmeler Meer, das über einen Verbindungskanal mit dem Boekzeteler Meer verbunden ist. Der See wird über das Fehntjer Tief und das Rorichumer Tief zur Ems entwässert.